# Bobby Cunliffe (cầu thủ bóng đá, sinh năm 1928)
Bobby Cunliffe (27 tháng 12 năm 1928 – 25 tháng 1 năm 2000) là một cầu thủ bóng đá thi đấu ở vị trí tiền vệ chạy cánh trái ở Football League cho Manchester City, Chesterfield và Southport.